# كوبرا (مانغا)
كوبرا (باليابانية: コブラ) مانغا يابانية من تأليف ورسم بويتشي تيراساوا. اقتبست إلى مسلسل أنمي من إخراج اوسامو ديزاكي في عام 1982،

## القصة
يكتشف الموظف البسيط جونسون أنه في الواقع هو قرصان الفضاء سيئ السمعة، كوبرا (الذي أُشيع أنه قد مات). يكتشف أنه قد قام منذ خمس سنوات بختم ذاكرته وتغيير وجهه ليصبح شخصًا آخر.
يتوفر كوبرا على سلاح متفرد هو «السايكو-غن» المدمج بذراعه اليسرى، وهو سلاح يعمل بالطاقة الذهنية أو «الإرادة».
وهكذا بعد أن استعاد ذاكرته وماضيه، وعودة المنظمة الكونية «النقابة» لمطاردته، يخوض من جديد (بمظهره الجديد) رحلة مغامرات عبر المجرة مع شريكته أرمارويد ليدي في صراعٍ مع النقابة.

## الشخصيات
- كوبرا (باليابانية: コブラ)
- ليدي ارمارويد (باليابانية: アーマロイド・レディ)
- جاني رويال (باليابانية: ジェーン・ロイヤル)
- كاثرين رويال (باليابانية: キャサリン・ロイヤル)
- دومينيك رويال (باليابانية: ドミニク・ロイヤル)
- كرستال بوي (باليابانية: クリスタル・ボーイ)
- ساندرا (باليابانية: サンドラ)
- لورد سالماندر (باليابانية: ロード・サラマンダー)

## روابط خارجية
- كوبرا على موقع ANN manga (الإنجليزية)